# Merilyn Phillips
Merilyn Phillips (sinh ngày 19 tháng 3 năm 1957) là một cựu tay đua xe đạp người Cayman. Bà đã tham gia cuộc thi đua đường trường nữ tại Thế vận hội Mùa hè 1984.